# Gairimudi
Gairimudi (nep. गैरीमुडी) – gaun wikas samiti w środkowej części Nepalu w strefie Dźanakpur w dystrykcie Dholkha. Według nepalskiego spisu powszechnego z 2001 roku liczył on 1085 gospodarstw domowych i 5120 mieszkańców (2617 kobiet i 2503 mężczyzn).